# Olena Zoebrilova
Olena Nikolajevna Zoebrilova, geboren als Olena Nikolajevna Ogurtsova (Russisch: Елена Николаевна Зубрилова-Огурцова, Oekraïens: Олена Миколаївна Зубрилова, Wit-Russisch: Алена Зубрылава) (Sjostka, 25 februari 1973) is een voormalig biatlete uit Oekraïne. Ze vertegenwoordigde haar vaderland op de Olympische Winterspelen 1994 in Lillehammer, de Olympische Winterspelen 1998 in Nagano en de Olympische Winterspelen 2002 in Salt Lake City. Na het seizoen 2001/2002 veranderde ze van nationaliteit en vertegenwoordigde ze Wit-Rusland op de biatlon, waaronder op de Olympische Winterspelen 2006 in Turijn.

## Resultaten

### Olympische Winterspelen
| Jaar | Plaats         | Resultaten                                                                                                |
| ---- | -------------- | --- |
| 1994 | Lillehammer    | 14e 7,5 km sprint 12e 15 km individueel 5e 4x7,5 km estafette                                             |
| 1998 | Nagano         | 28e 15 km individueel 5e 4x7,5 km estafette                                                               |
| 2002 | Salt Lake City | 59e 7,5 km sprint 34e 15 km individueel 5e 4x7,5 km estafette                                             |
| 2006 | Turijn         | 5e 7,5 km sprint 25e 10 km achtervolging 16e 12,5 km massastart 14e 15 km individueel 4e 4x6 km estafette |

### Wereldkampioenschappen
| Jaar | Plaats           | Resultaten |
| ---- | ---------------- | --- |
| 1996 | Ruhpolding       | 30e 7,5 km sprint · 7e 15 km individueel · 4x7,5 km estafette · Ploegproef (team)                                |
| 1997 | Brezno-Osrblie   | 7,5 km sprint · 10 km achtervolging · 15 km individueel · 5e 4x7,5 km estafette · Ploegproef (team)              |
| 1998 | Pokljuka         | 8e 10 km achtervolging                                                                                           |
| 1999 | Kontiolahti      | 7,5 km sprint · 10 km achtervolging · 5e 4x7,5 km estafette                                                      |
| 1999 | Oslo             | 15 km individueel · 12,5 km massastart                                                                           |
| 2000 | Oslo             | 25e 7,5 km sprint · 12e 10 km achtervolging · 19e 12,5 km massastart · 9e 15 km individueel · 4x7,5 km estafette |
| 2001 | Pokljuka         | 13e 7,5 km sprint · 12e 10 km achtervolging · 8e 12,5 km massastart · 15 km individueel · 4x7,5 km estafette     |
| 2003 | Chanty-Mansiejsk | 5e 7,5 km sprint · 4e 10 km achtervolging · 4e 12,5 km massastart · 15 km individueel · 4e 4x6 km estafette      |
| 2004 | Oberhof          | 8e 7,5 km sprint 4e 10 km achtervolging 16e 12,5 km massastart 43e 15 km individueel 4e 4x6 km estafette         |
| 2005 | Hochfilzen       | 7,5 km sprint · 21e 10 km achtervolging · 18e 12,5 km massastart · 73e 15 km individueel · 4x6 km estafette      |
| 2005 | Chanty-Mansiejsk | 11e Gemengde estafette                                                                                           |
| 2006 | Pokljuka         | 14e Gemengde estafette                                                                                           |

### Wereldbeker
Eindklasseringen
| Seizoen   | Algemeen | Individueel | Sprint | Achtervolging | Massastart |
| --------- | -------- | ----------- | ------ | ------------- | ---------- |
| 1992/1993 | 62e      |             |        |               |            |
| 1993/1994 | 40e      |             |        |               |            |
| 1995/1996 | 20e      |             |        |               |            |
| 1996/1997 | 9e       |             |        |               |            |
| 1997/1998 | 20e      |             |        |               |            |
| 1998/1999 | Zilver   |             |        |               |            |
| 1999/2000 | Zilver   |             |        |               |            |
| 2000/2001 | Brons    |             |        |               |            |
| 2001/2002 | 6e       |             |        |               |            |
| 2002/2003 | 5e       |             |        |               |            |
| 2003/2004 | 9e       |             |        |               |            |
| 2004/2005 | 7e       |             |        |               |            |
| 2005/2006 | 9e       |             |        |               |            |

Wereldbekerzeges
| Nr. | Datum            | Plaats           | Onderdeel                |
| --- | ---------------- | ---------------- | ------------------------ |
| 1.  | 12 februari 1999 | Ruhpolding       | 7,5 km sprint            |
| 2.  | 13 februari 1999 | Ruhpolding       | 10 km achtervolging      |
| 3.  | 14 februari 1999 | Ruhpolding       | 4x7,5 km estafette       |
| 4.  | 13 februari 1999 | Kontiolahti      | 10 km achtervolging (WK) |
| 5.  | 27 februari 1999 | Lake Placid      | 10 km achtervolging      |
| 6.  | 5 maart 1999     | Oslo             | 7,5 km sprint            |
| 7.  | 6 maart 1999     | Oslo             | 10 km achtervolging      |
| 8.  | 11 maart 1999    | Oslo             | 15 km individueel (WK)   |
| 9.  | 13 maart 1999    | Oslo             | 12,5 km massastart (WK)  |
| 10. | 10 december 1999 | Pokljuka         | 10 km achtervolging      |
| 11. | 5 januari 2000   | Oberhof          | 7,5 km sprint            |
| 12. | 7 januari 2000   | Oberhof          | 10 km achtervolging      |
| 13. | 9 maart 2000     | Lahti            | 15 km individueel        |
| 14. | 12 maart 2000    | Lahti            | 10 km achtervolging      |
| 15. | 16 maart 2000    | Chanty-Mansiejsk | 7,5 km sprint            |
| 16. | 1 december 2000  | Hochfilzen       | 7,5 km sprint            |
| 17. | 13 januari 2002  | Oberhof          | 12,5 km massastart       |
| 18. | 24 maart 2002    | Oslo             | 12,5 km massastart       |
| 19. | 21 december 2002 | Brezno-Osrblie   | 4x6 km estafette         |
| 20. | 23 februari 2003 | Östersund        | 10 km achtervolging      |
| 21. | 11 december 2003 | Hochfilzen       | 7,5 km sprint            |
| 22. | 12 december 2003 | Hochfilzen       | 4x6 km estafette         |
| 23. | 20 januari 2005  | Antholz          | 15 km individueel        |
| 24. | 19 maart 2006    | Kontiolahti      | 12,5 km massastart       |